# Asterix e i Britanni
Asterix e i britanni (Astérix chez les Bretons) è l'ottava storia a fumetti della serie Asterix, creata dal duo francese René Goscinny (sceneggiatura) e Albert Uderzo (disegni). La sua prima pubblicazione in volume in lingua originale risale al 1966.
La storia è stata trasposta al cinema nel 1986, nel cartone animato Asterix e la pozione magica, e nel 2012, nel film Asterix & Obelix al servizio di Sua Maestà.

## Trama
Giulio Cesare sbarca con le sue legioni in Britannia, conquistandola in breve tempo. Ma esattamente come in Gallia, solo un villaggio di irriducibili guerrieri Britanni resiste all'invasione, pur se in inferiorità numerica. Preoccupato per le sorti della guerra, il capo del villaggio, Zebigbos, invia uno dei suoi guerrieri, Beltorax - lontano cugino di Asterix - a chiedere aiuto ai Galli del ben noto villaggio in Armorica.
Qui, il guerriero britanno ottiene dal druido Panoramix un'intera botte di bevanda magica, sufficiente a sostenere i suoi compagni nella guerra contro i Romani. Inoltre, Asterix e Obelix si offrono di aiutarlo a riportare la pozione al villaggio, ed il trio salpa così per le isole britanniche. Tallonati dai Romani, venuti per caso a scoprire lo scopo del viaggio - e ben intenzionati ad ostacolarlo - e dopo varie peripezie, Asterix, Obelix e Beltorax giungono in prossimità della meta, ma a seguito di uno scontro con una galea romana lungo il Tamigi la preziosa botte viene distrutta ed il suo carico disperso nel fiume.
I tre non possono far altro che avviarsi mesti al villaggio, ormai inesorabilmente minacciato dall'avvicinarsi delle legioni, ma a questo punto Asterix, con un'alzata d'ingegno, ha l'idea di preparare lui stesso una "pozione" usando alcune erbe a lui sconosciute ottenute, prima della partenza, da Panoramix. L'infuso non ha ovviamente alcun potere magico, ma riesce ad infondere coraggio ai guerrieri di Beltorax, che così galvanizzati affrontano e sconfiggono i romani, facendoli desistere dai propositi di conquista. Solo dopo il ritorno a casa dei Galli viene svelato, per bocca del Druido, che le foglie usate da Asterix per preparare la falsa "pozione" - e divenute per decisione di Zebigbos bevanda nazionale di Britannia - provenivano in realtà da una pianta originaria di "terre molto lontane": il tè.

## Personaggi principali
I personaggi presenti nella storia più rilevanti ai fini della trama sono:
- Asterix: si imbarca per la Britannia, pronto ad aiutare il cugino Beltorax ed i suoi conterranei nella lotta contro l'invasore. Dopo la perdita del barile di pozione magica, ha la geniale pensata di preparare una falsa bevanda con la quale dare coraggio ai guerrieri britanni, permettendo loro di ottenere la vittoria.
- Obelix: segue Asterix in Britannia, ma soffre più di tutti del pessimo cibo che viene servito sull'Isola; mangiando un piatto locale esclama "ma Asterix, è cinghiale bollito con salsa alla menta, povera bestia!". In seguito, per ritrovare la botte di pozione, mischiata a botti simili contenenti vino, finisce per ubriacarsi assaggiandole tutte (Obelix è infatti, notoriamente, astemio e di norma consuma solo latte di capra). Privo di sensi viene arrestato e portato nella "Torre di Londinium", dalla quale però riesce facilmente a evadere malmenando i carcerieri e ricongiungendosi con Asterix
- Beltorax (Jolitorax)[3]: cugino britanno di Asterix, giunge nel villaggio di questi per chiedergli aiuto nella resistenza ai Romani. Tipico stereotipo di Britanno (Inglese), sfoggia quasi sempre un impeccabile aplomb e modi rigidi e compassati, trovandosi talvolta a disagio di fronte all'esuberanza dei Galli, in particolare di Obelix. Ad ogni modo talvolta si lascia trasportare da vistose manifestazioni di entusiasmo, ad esempio nel fare il tifo per la propria squadra di rugby. Nella terza tavola viene detto come sia cresciuto nella tribù dei Cambridges, "che sono prima di tutto degli eccellenti rematori".
- Zebigbos (Zebigbos)[4], capo di Beltorax e della resistenza britannica, è un valoroso guerriero, sebbene evidentemente sovrappeso. Temendo per le sorti della guerra, essendo circondato da romani in soprannumero, suggerisce a Beltorax di chiedere aiuto ai Galli del ben noto villaggio armoricano.
- Caius Rediprus (Caius Roideprus)[5]: principale antagonista della storia, è il governatore romano della Britannia, insediatosi a Londinium. Venuto a sapere della missione di Asterix, tenta in ogni modo di impedirla. Alla fine riesce nel suo intento, distruggendo il barile di pozione, il cui contenuto si disperderà nel Tamigi, ma ciò non sarà sufficiente a garantirgli la vittoria nella battaglia finale.

## Riferimenti storici e parodie
Giulio Cesare invase effettivamente la Britannia due volte, nel 55 e nel 54 a.C. e nel suo De bello Gallico, scrisse come i Britanni fossero in buoni rapporti con i Galli del continente - appartenendo entrambi alla popolazione celtica e parlassero una lingua simile alla loro; nelle prime vignette viene detto come il capo dei Britanni, che fronteggiò l'avanzata romana venendo sconfitto, fosse Cassivellauno, personaggio storicamente esistito. L'effettiva conquista romana della Britannia, però, avvenne solo nel 43 d.C. a opera dell'imperatore Claudio.

Come in altri albi di Asterix, che vedano il protagonista impegnato in viaggi in paesi estranei, le principali gag presenti nel fumetto riguardano la parodia di usi e costumi moderni riportati nel contesto storico degli abitanti dei luoghi visitati. Molte situazioni presenti ricalcano stereotipi comunemente associati alla Gran Bretagna e al popolo britannico: la consuetudine del tè (che, prima dell'arrivo di Asterix, consiste nel bere semplice acqua calda, talvolta con un velo di latte) e del riposo al weekend (e infatti, nella seconda tavola, viene detto come Cesare abbia ragione dei Britanni sfruttando il fatto che questi smettessero di combattere ogni giorno alle cinque di pomeriggio e a ogni fine settimana), gli autobus a due piani, l'uso di ombrelli, la pioggia, la nebbia e così via. Una gag ricorrente riguarda il pessimo cibo: il cinghiale che si mangia in Britannia è infatti "bollito con salsa alla menta" e risulta immangiabile persino al vorace Obelix, e la birra viene servita tiepida. Anche la lingua inglese viene parodiata, con l'uso esasperato delle question tag (la consuetudine inglese di concludere le frasi affermative con una interrogativa) o la consuetudine grammaticale di porre l'aggettivo sempre prima del sostantivo cui è riferito. Anche molti modi di dire inglesi vengono parodiati come ad esempio Beltorax si presenta ai galli apostrofandoli con uno "scuotiamoci le mani!" (traduzione letterale dell'espressione "Let's shake our hands"). A questo proposito, Uderzo ha dichiarato di considerare Asterix e i Britanni uno degli albi da lui preferiti fra quelli scritti da Goscinny, proprio per "l'idea geniale di parodiare il modo di parlare dei Britanni, riproducendo il loro modo di costruire le frasi" Nell'edizione in lingua inglese l'effetto viene reso facendo parlare i britanni con un inglese altolocato e antiquato, per distinguerlo da quello parlato dai Galli. Ad esempio, Beltorax (Anticlimax nella versione inglese) finisce ogni frase con "What".

Il rugby viene parodiato nell'albo (sebbene sia giocato con una zucca ovale al posto della palla)

Obelix appena sbarcato in Britannia accenna al tunnel sotto la Manica e del quale Beltorax dice che la costruzione "andrà per le lunghe" (nel 1965, malgrado vari progetti e annunci, la sua costruzione non era nemmeno iniziata); compare una citazione dei Beatles, del rugby, sport nato in Inghilterra ma molto amato anche in Francia, a cui il manesco Obelix si appassiona subito, la torre di Londra ("torre di Londinium") nella quale viene rinchiuso Obelix, ma che sarà costruita solo nel 1078, e il complicato sistema di misurazione anglosassone, non decimale, che farà esclamare a Obelix, riadattando la sua classica espressione: "Sono Pazzi Questi Britanni!".

## Storia editoriale
In Francia la storia fu serializzata inizialmente all'interno della rivista Pilote in cui apparve a puntate dal numero 307 (9 settembre 1965) al numero 334 (17 marzo 1966); in seguito è stata pubblicata in albo cartonato nel 1966 dall'editore Dargaud.
Attualmente l'albo viene ristampato dalla casa editrice Hachette Livre, che nel dicembre 2008 acquisì da Uderzo e da Anna Goscinny (figlia dello scomparso René) tutti i diritti sulle pubblicazioni di Asterix.

### Altre edizioni

#### Italia
In Italia la storia fece la sua prima apparizione nell'aprile 1966 all'interno di Asterlinus, un supplemento speciale della rivista di fumetti Linus: fu in assoluto la prima pubblicazione italiana di una storia di Asterix. In seguito la storia è stata ripubblicata in volume, come le altre avventure della serie, da Mondadori; la prima edizione per questa casa editrice risale al marzo 1969. La traduzione Mondadori, diversa da quella precedentemente apparsa in Asterlinus, è di Luciana Marconcini. La Mondadori ha ristampato l'albo più volte nel corso degli anni; l'ultima edizione, condotta su quella francese di Hachette Livre, è della fine del 2011 e rispetto alle precedenti presenta, pur mantenendo invariata la traduzione, una copertina diversa, un nuovo lettering e una colorazione rinnovata; è inoltre caratterizzata dall'avere la sagoma di Asterix stampata in rosso sulla costa. Nel 1977 è stata pubblicata dalla Mondadori una versione tascabile in bianco e nero dell'albo, nella collana Oscar Mondadori. Inoltre nell'ottobre 2009 la storia è apparsa all'interno di I viaggi di Asterix, volume a colori in formato tascabile della collana Mondadori "Oscar Best Sellers" comprendente anche le storie Asterix e Cleopatra e Asterix in Corsica.
La storia è stata inoltre pubblicata a puntate anche all'interno della rivista Il Giornalino (Edizioni San Paolo), nella quale fece la sua prima apparizione nel 1978 venendovi poi ristampata periodicamente. Tale edizione è basata su quella Mondadori e presenta la stessa traduzione di Luciana Marconcini. Un'ulteriore edizione italiana dell'albo è stata quella pubblicata da Fabbri/Dargaud, datata settembre 1982. Anche questa era basata sull'edizione Mondadori, e presenta il medesimo titolo e la medesima traduzione.

## In altre lingue
Il titolo originale dell'albo, Astérix chez les Bretons, è stato tradotto come segue in alcune delle principali lingue in cui il fumetto è edito; vengono inoltre indicate la casa editrice e l'anno di prima pubblicazione:
- catalano: Astèrix a la Bretanya - Salvat editores,  Spagna (prima edizione Editorial Bruguera, 1970)
- coreano: 아스테릭스, 영국에 가다 (Asteriks, hyeonggog-e gada) - Moonhak-kwa-Jisung-Sa,  Corea del Sud, 2003
- danese: Asterix og briterne - Egmont Serieforlaget A/S,  Danimarca, 1971
- finlandese: Asterix Britanniassa - Egmont Kustanus Oy,  Finlandia, 1971
- inglese: Asterix in Britain - Orion,  Regno Unito, 1970
- latino: Asterix apud Britannos -  - Egmont Ehapa Verlag,  Germania
- olandese: Asterix en de britten - Hachette Livre,  Paesi Bassi, 2002 (prima edizione Dargaud, 1970)
- polacco: Asteriks u Brytów - Egmont Poland Ltd,  Polonia, 1992
- portoghese: Astérix entre os Bretões - Edições ASA,  Portogallo, 1967
- spagnolo: Asterix en Bretaña - Salvat editores,  Spagna, 1969
- svedese: Asterix och Britterna - Egmont Kärnan AB,  Svezia, 1971
- tedesco: Asterix bei den Briten - Egmont Ehapa Verlag,  Germania, 1971

## Altri media
Dall'albo è stata tratta una versione a cartoni animati, realizzata nel 1986, con il titolo Asterix e la pozione magica. Il film fu girato da Pino Van Lamsweerde, su sceneggiatura di Pierre Tchernia (alla stesura della quale contribuirono gli stessi Goscinny e Uderzo). A differenza di altre trasposizioni, il lungometraggio è piuttosto fedele al fumetto, tranne che per alcune piccole differenze. Le principali  la presenza del cagnolino Idefix, che nella storia originale viene lasciato a casa e non accompagna Obelix nel viaggio); in più Asterix riceve le erbe sconosciute non dal druido Panoramix ma da un mercante fenicio, come ricompensa per averlo salvato da un arrembaggio pirata.
Un adattamento live action dal titolo Asterix e Obelix al servizio di Sua Maestà è stato prodotto nel 2012. A differenza della versione a fumetti e di quella animata il film presenta una parodia della regina Elisabetta II al posto del capo dei britanni Zebigbos e incorpora elementi di Asterix e i Normanni.